# Karl Hofer
Pour les articles homonymes, voir Hofer.

Karl (ou Carl) Hofer (né le 11 octobre 1878 à Karlsruhe – mort le 3 avril 1955 à Berlin) est un peintre expressionniste allemand.

## Biographie
Son père, musicien (hautboïste) dans la fanfare d’un régiment, décéda le mois suivant sa naissance. Comme sa mère Ottilie (sœur du sculpteur Theodor Hengst (de) et du peintre verrier Max Hengst) doit gagner sa vie, Karl est placé chez deux grands-tantes à partir de 1879, avant de vivre dans un orphelinat en 1892.
À la sortie de l’école primaire, il fit son apprentissage dans une librairie. Il commença alors à dessiner et à visiter le musée de Karlsruhe : la Staatliche Kunsthalle. Grâce à l'aide de la mère de son ami Leopold Ziegler (de) (futur philosophe) il commença en 1897, des études à l’Académie du Grand Duché de Bade. Il apprit peu de ses maîtres, mais fut plutôt influencé par les œuvres d'Arnold Böcklin. En 1899, il réalisa ses premières estampes. De 1903 à 1908, il séjourna en Italie, peignant de vastes compositions d’inspiration classiques dans la suite du peintre Hans von Marées. Poursuivant sa formation par un voyage à Paris, il fut en contact avec l’impressionnisme et plus spécialement les œuvres de Paul Cézanne.
De retour en Allemagne, il suivit un de ses professeurs, le peintre Hans Thoma, à Stuttgart. Après la dramatique expérience de la Première Guerre mondiale l'œuvre de Hofer se chargea de symboles et de déformations très proches de la peinture expressionniste et du réalisme noir représenté par les artistes originaires de Karlsruhe. Vers 1931-1932, il évolua vers l'abstraction mais insatisfait, l'artiste revient très vite à l'observation de la réalité, qu'il reproduit avec des intonations de plus en plus tristes et dramatiques.
Lorsque Hitler accéda au pouvoir, Karl Hofer était alors un artiste reconnu et un professeur respecté. Mais sa position anti-nazie clairement affirmée dans de nombreux textes et publications, ainsi que sa peinture en contradiction avec le naturalisme glorificateur de la nation germanique défendu par le régime hitlérien, le rendirent suspect aux yeux du gouvernement nazi. Considéré comme dégénéré, il perdit son poste de professeur, fut interdit de création et d'exposition. Cependant durant cette guerre Karl Hofer resta en Allemagne ce qui le confronta à une situation difficile et à des événements douloureux, tels que la déportation de son ex-femme Mathilde (dont il a divorcé en 1939), assassinée à Auschwitz en 1942, et en 1943 à la disparition de 150 de ses toiles, brûlées dans son atelier lors d'un bombardement.
Une fois la capitulation signée, Karl Hofer retrouva la considération de ses compatriotes, à la fois pour son œuvre mais aussi pour sa prise de position contre le IIIe Reich. Ainsi, en 1945 il fut nommé directeur de l’école des beaux-arts de Berlin, il fut également codirecteur de la revue Bildende Kunst et cofondateur d'associations d'artistes. Il était membre de l'association des artistes allemands Deutscher Künstlerbund. Mais au fil du temps, sa position neutre dans le conflit naissant entre l'Union soviétique et les États-Unis, son style figuratif face aux nouveaux défenseurs de l'abstraction, ainsi que son rejet du réalisme socialiste, l'amenèrent à être fortement critiqué. C'est dans cette atmosphère conflictuelle que Karl Hofer s'éteignit le 3 avril 1955.